# District de Mokhotlong
Mokhotlong est un district du Lesotho.

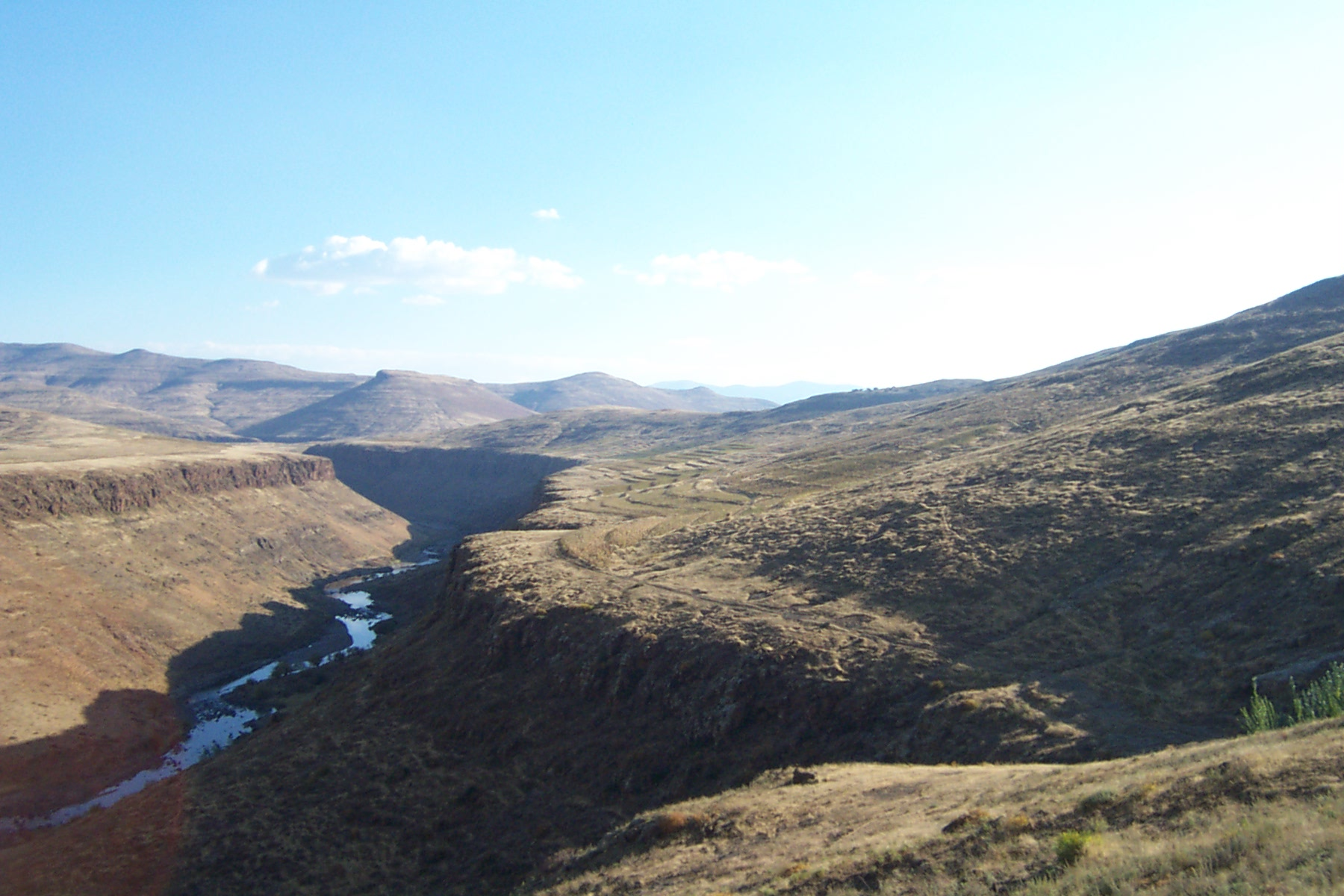
Paysage du district de Mokhotlong